# Regölés

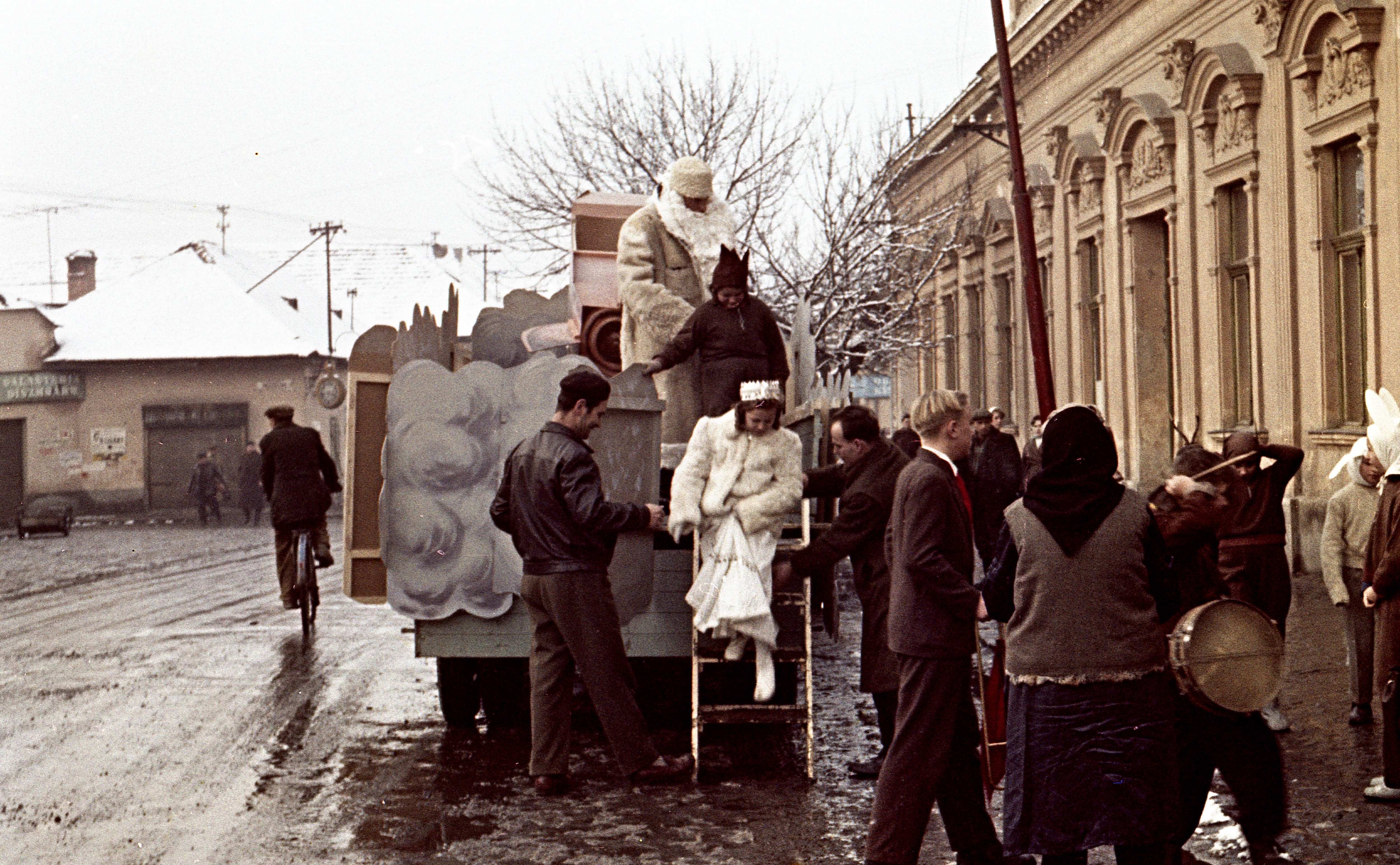
Regösök Füleken 1961-ben

A regölés téli természetvarázslás jellegű, köszöntő népszokás, leginkább a Dunántúlon fordul elő. Karácsony másnapjától január hatodikáig a regösök (általában fiatal legények) járják a falut, és minden háznál regöséneket énekelnek, majd ezért cserébe ajándékokat kapnak.

## Eredete
A regölés eredete valószínűleg egészen a magyar őstörténetig nyúlik vissza. A regösénekek refrénje („Haj regö rejtem”), az ősmagyar sámánok és táltosok varázsigéjéből származhat, amit révülés közben mondogattak.
A regölést írott formában először Heltai Gáspár „A reszegsegnec es tobzodásnak veszedelmes vóltáról valo Dialogus” című, 1552-ben íródott művében láthatjuk. Az író említést tesz a regölő hétről (a karácsonyt követő első hét).

## A regösök
A regösök az ősmagyar kultúrában a sámán vagy táltos énekmondói, ráéneklői voltak. A középkorban a regös szó, mint foglalkozásnév fordul elő, valószínűleg ők voltak a király udvari énekesei, királyi együttivói. A 19. – 20. században már a regösének előadói.
A regösök mindig csoportban járnak, hangszereik: láncos bot, köcsögduda. A legénycsoportok házról házra (főleg lányos házakhoz) járnak, majd az ott lakóktól jutalmat kapnak jókívánságaikért. A regösénekben fontos szerepe van továbbá ősmagyar mitológiai elemeknek (Csodaszarvas) és Szent István király alakjának is.

## A regösének
A regösének a regölés legmeghatározóbb eleme. Részei:
- Beköszönő – mindig ezzel kezdődik az ének („Kelj fel, gazda, kelj fel, szállott Isten házodra…”)
- Jókívánságok – Az első részben a regösök a ház népének jó egészséget, vagyont kívánnak („Adjon az Úristen ennek a gazdának két szép ökröt…”)
- Misztikus jelenet – általában a csodaszarvasról, vagy Szent István-ról („Amott keletkezik egy sebes folyóvíz, aztat körül veszi zöld selyem pázsit, azon legeltetnek csodaféle szarvast, csodaféle szarvasnak ezer ága-boga, ezer misegyertya, gyulladvány gyulladjék, altatvány aludjék, haj regő rejtem, neked-neked neked ejtem…”)
- Összeregölés – ilyenkor a házban lakó fiatal lány és egy legény nevét egy énekben említve összepárosítják őket („Itt is mondanának egy szép leányt, kinek neve volna, Nagy Gizella volna…”)
- Záradék – ebben a részben gyakran utalnak a regösöknek adandó jutalomra, továbbá megátkozzák azt, aki nem ad adományt. („Sarokban a zacskó, tele van százassal, fele a gazdáé, fele a regősöké…”)

Minden versszak között elhangzik a „Haj regö rejtem regö-rejtem” refrén.

## Lásd még
- Rege
- Legenda
- Mítosz
- Szájhagyomány